# Fortschrittspartei (Japan)
Die Fortschrittspartei (進歩党, Shimpotō/Shinpotō, englisch Progressive Party) war eine politische Partei im Japanischen Kaiserreich während der Meiji-Zeit.

## Geschichte
Das Fortschrittspartei wurde von Ōkuma Shigenobu im März 1896 als Fusion der Rikken Kaishintō (立憲改進党, „Konstitutionelle Reform[er]-“ oder „Fortschrittspartei“, englisch Constitutional Reform Party, Constitutional Progressive Party u. ä.) und kleinerer politischer Parteien gegründet, um ein temporäres Bündnis zwischen dem Rivalen von Ōkuma, Itō Hirobumi, und der Liberalen Partei auszugleichen.
Im Juni 1898 fusionierte die Fortschrittspartei mit der Liberalen Partei zur Kenseitō.